# Basketbolen klub Cherno More Varna
Il B.K. Cherno More Varna è una società cestistica, parte della polisportiva omonima, avente sede a Varna, in Bulgaria. Fondata nel 1947, gioca nel campionato bulgaro.
Disputa le partite interne nel Palazzo della cultura e dello sport, che ha una capacità di 6 000 spettatori.

## Palmarès
- Campionato bulgaro: 3

1984-85, 1997-98, 1998-99
- Coppa di Bulgaria: 4

1998, 1999, 2000, 2015